# Silas Gnaka
Silas Gnaka (18 dicembre 1998) è un calciatore ivoriano, difensore del Magdeburgo.

## Caratteristiche tecniche
È un terzino sinistro.

## Carriera

### Club
Cresciuto nell'accademia Aspire Football Dreams, nel 2017 viene prelevato dall'Eupen. Ha esordito in prima squadra il 17 maggio 2017 in occasione del match di play-off di campionato vinto 2-0 contro l'R.E. Mouscron.

### Nazionale
Nel 2021 ha partecipato ai Giochi Olimpici di Tokyo.